# Voluptas

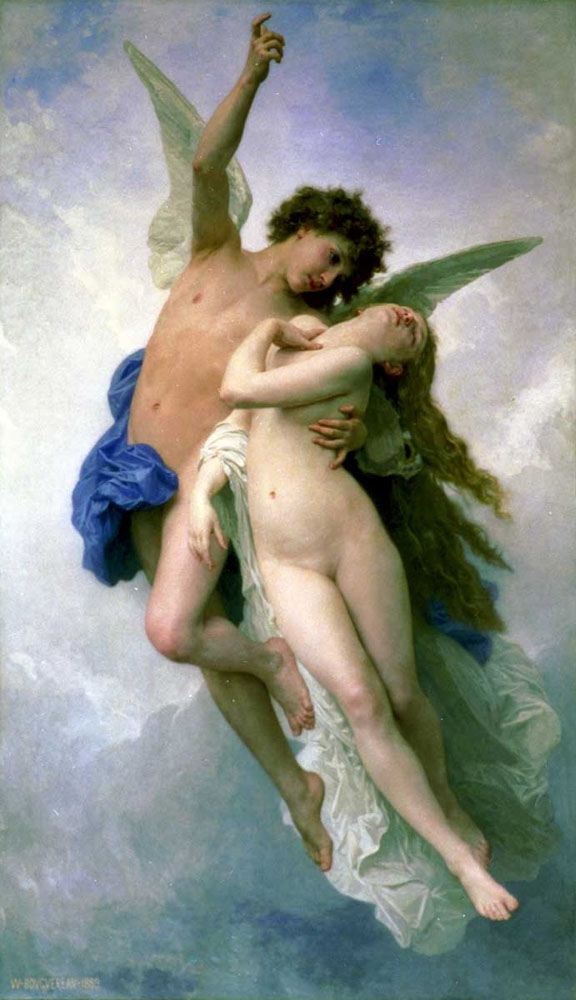
Psyche et L'Amour, bởi William-Adolphe Bouguereau

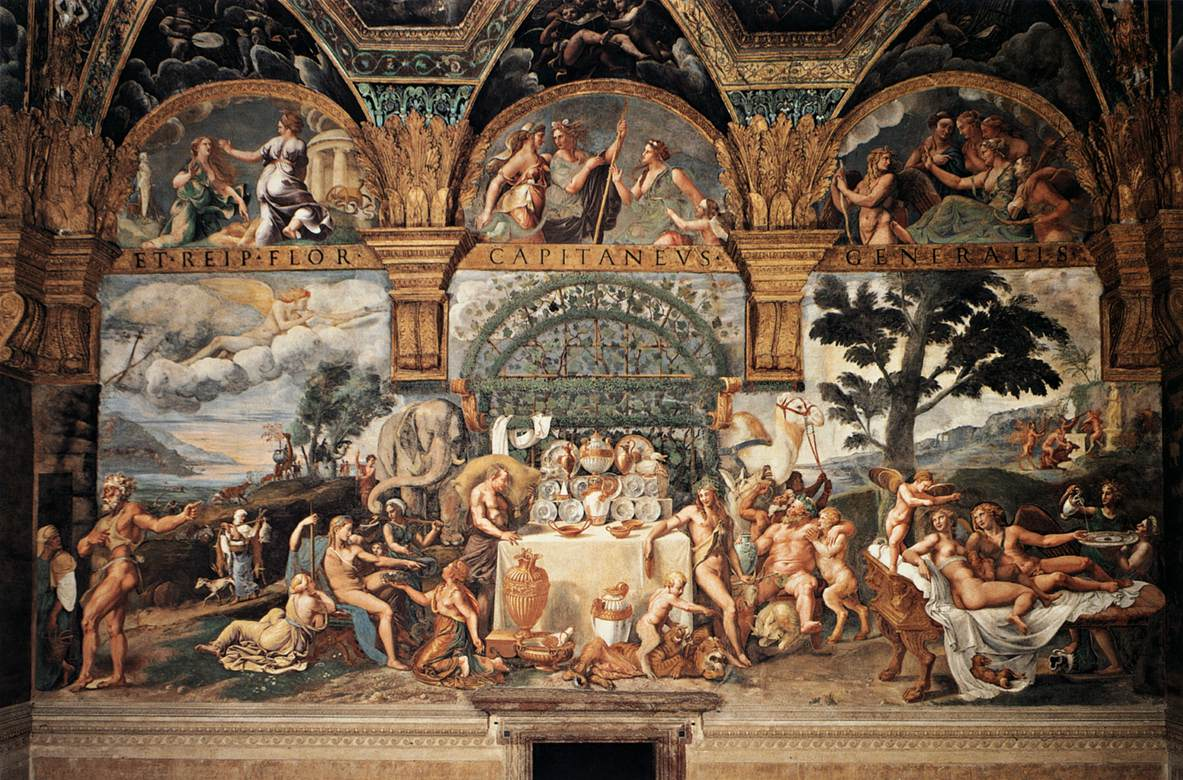
Voluptas được hình dung với cha mẹ của cô, Cupid và Psyche, ở ngoài cùng bên phải trong bữa tiệc của Amor và Psyche của Giulio Romano.

Trong thần thoại La Mã, Voluptas hay Volupta, theo Apuleius, là con gái sinh ra từ sư kết hợp của Cupid và Psyche. Cô thường được tìm thấy trong Thần thoại của Gratiae, hay Three Graces, và cô được biết đến như nữ thần của "thú vui nhục dục", "voluptas" có nghĩa là "niềm vui" hay "niềm vui".
Một số tác giả La Mã đề cập đến một nữ thần tên là Volupia, người có một ngôi đền, Sacellum Volupiae trên Via Nova bởi Porta Romana, nơi hiến tế cho Diva Angerona. Tên xuất hiện để biểu thị "sự sẵn lòng".
Nữ thần tương ứng Trong Thần thoại Hy Lạp là Hedone.